# Пазин
Пазин (итал. Pisino) је град у Истри и административни центар Истарске жупаније, у Хрватској.

## Географија
Пазин се налази у централном делу Истре, на заравни коју окружују околна брда формирајући котлину. Општина захвата територију од 139 .
У гротлу Пазинске јаме, река Пазинчица завршава свој надземни ток. Пазинчица у свом току ствара и познати водопад Заречки кров. Пазин је захваљујући свом положају у средишту Истре саобраћајно повезан са свим градовима у Истри.

## Клима
Због географског положаја Пазин карактерише континентална клима с топлим летима. Зиме су хладне с повременом маглом.

## Историја
Први пут се помиње 983. као пазинска тврђава (лат. Castrum Pisinum). Каштела је најбоље сачувана средњовековна тврђава у Истри. Данас су у каштелу смештене изложбе Етнографског музеја Истре и Музеја града Пазина. Од 12. века Пазин је средиште Пазинске кнежевине, коју су 1374. преузели Хабзбурговци. 1822. Аустрија га је прогласила управним средиштем Истарске жупаније.
После Првог светског рата Пазин је 1918. окупирала а потом анектирала Италија.
За време Другог светског рата, пошто је Италија капитулирала, Пазин су у септембру 1943. заузели партизани. У Пазину је Покрајински НОО за Истру донео одлуку којом се Истра прикључила Југославији.

## Знаменитости
- Каштел
- Пазинска јама

## Становништво

### Град Пазин
Према последњем попису становништва из 2001. године у граду Пазину су живела 9.227 становника који су живели у 1.060 породичних домаћинстава.
Кретање броја становника по пописима 1857—2001.

#### Број становника по пописима
| година пописа  | 1857. | 1869. | 1880. | 1890. | 1900. | 1910.  | 1921.  | 1931.  | 1948. | 1953. | 1961. | 1971. | 1981. | 1991. | 2001. |
| бр. становника | 7.966 | 8.167 | 8.342 | 8.330 | 9.200 | 10.317 | 11.211 | 10.518 | 8.685 | 8.537 | 8.389 | 8.158 | 8.889 | 9.369 | 9.227 |

Напомена:Настао из старе општине Пазин. У 1857, 1869, 1921. и 1931. део података је садржан у општини Тињан, од 1857. до 1971. у општини Церовље, а до 1961. део података је садржан у општини Грачишће. Од 1857. до 1890, 1921. и 1931. садржи део података општине Грачишће. Од 1857. до 1880, 1921. и 1931. садржи део података општина Каројба и Мотовун, а истих је година део података садржан у општини Мотовун.

### Пазин (насељено место)
Према последњем попису становништва из 2001. године у насељеном месту Пазин било је 4.986 становника, који су живели у 1.357 породичних домаћинстава.

#### Број становника по пописима
| година пописа  | 1857. | 1869. | 1880. | 1890. | 1900. | 1910. | 1921. | 1931. | 1948. | 1953. | 1961. | 1971. | 1981. | 1991. | 2001. |
| бр. становника | 3.378 | 3.424 | 2.368 | 2.173 | 2.702 | 3.249 | 5.340 | 5.125 | 2.526 | 2.554 | 3.132 | 3.598 | 4.842 | 5282  | 4.986 |

Напомена:У 1857, 1869, 1921. и 1931. садржи податке за насеља Бертоши, Ловрин, Хеки и део података за насеље Забрежани. У 1931. садржи податке за насеље Заречје. У 1857, 1869, 1921. и 1931. садржи податке за бивше насеље Стари Пазин те од 1880. до 1910. и од 1948. до 1971. део података за исто насеље које му је припојено 1981. и тада је престало да постоји, а од преосталог дела формирано је насеље Ловрин.

## Попис1991.
На попису становништва 1991. године, насељено место Пазин је имало 5.282 становника, следећег националног састава:
| Попис 1991.‍   | Попис 1991.‍  | Попис 1991.‍ | Попис 1991.‍ | Попис 1991.‍ |
| ------------- | ------------ | ----------- | ----------- | ----------- |
|               |              |             |             |             |
| Хрвати        | Хрвати       |             | 4.043       | 76,54%      |
| Југословени   | Југословени  |             | 143         | 2,70%       |
| Срби          | Срби         |             | 82          | 1,55%       |
| Италијани     | Италијани    |             | 61          | 1,15%       |
| Муслимани     | Муслимани    |             | 46          | 0,87%       |
| Словенци      | Словенци     |             | 32          | 0,60%       |
| Македонци     | Македонци    |             | 16          | 0,30%       |
| Црногорци     | Црногорци    |             | 15          | 0,28%       |
| Албанци       | Албанци      |             | 5           | 0,09%       |
| Словаци       | Словаци      |             | 2           | 0,03%       |
| Аустријанци   | Аустријанци  |             | 1           | 0,01%       |
| Мађари        | Мађари       |             | 1           | 0,01%       |
| Немци         | Немци        |             | 1           | 0,01%       |
| Роми          | Роми         |             | 1           | 0,01%       |
| Румуни        | Румуни       |             | 1           | 0,01%       |
| неопредељени  | неопредељени |             | 143         | 2,70%       |
| регион. опр.  | регион. опр. |             | 653         | 12,36%      |
| непознато     | непознато    |             | 36          | 0,68%       |
| укупно: 5.282 |              |             |             |             |

### Познате личности
- Винко Јеловац — кошаркаш и тренер
- Антун Мотика — сликар
- Луиђи Далапикола — композитор и пијанист
- Јурај Добрила — бискуп и просветитељ

## Култура
- Истракон — фестивал фантастике и научне фантастике
- Дани Жил Верна — књижевно-културолошки фестивал.

## Занимљивости
- Жил Верн је у Пазин сместио велики део радње свог романа Mathias Sandorf из 1885.